# 森特勒爾萊克鎮區 (密歇根州)
森特勒爾萊克鎮區（英語：Central Lake Township）是位於美國密歇根州安特里姆縣的一個行政鎮區。

## 地方資料
森特勒爾萊克鎮區的面積為81.10平方千米，當中陸地面積為71.30平方千米，而水域面積為9.80平方千米。根據2020年美國人口普查的數據，當地共有人口2159人，而人口密度為每平方千米26.6人。